# NTe Sport
Le NTe Sport est une écurie de sport automobile américaine fondée en 2020 par Paul Mata. Elle fait participer des voitures de Grand tourisme en catégorie GTD dans de championnat WeatherTech SportsCar Championship et le Michelin Pilot Challenge.

## Histoire
Les débuts en compétition de l'écurie NTe Sport aurait du se passer en 2020 dans le championnat Michelin Pilot Challenge. Sur les bases du M1 Racing, ancienne écurie de Paul Mata, une McLaren 570S GT4 aurait dû être inscrite au championnat avec comme pilotes la pilote américaine Sheena Monk et le pilote américain Corey Lewis. Malheureusement, malgré l'annonce de l'écurie, la voiture avait été inscrite sous le nom de M1 Racing et non NTe Sport by M1.

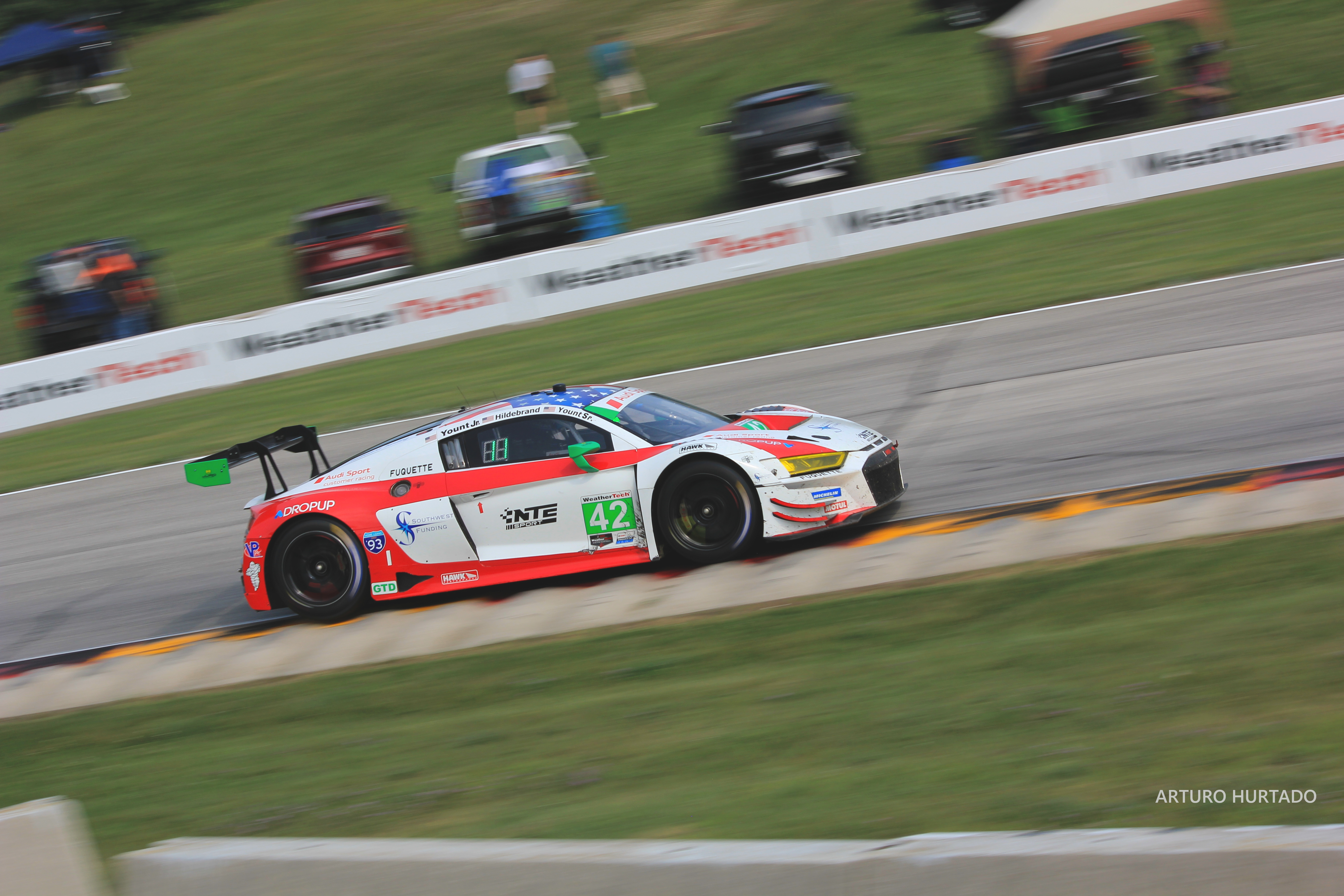
l'Audi R8 LMS Evo no 42 de l'écurie NTe Sport lors des Road Race Showcase 2021

En 2021, c'est dans le championnat WeatherTech SportsCar Championship que l'écurie NTe Sport avait fait ses premiers pas en inscrivant la seule Audi R8 LMS Evo de la catégorie GTD présente aux 24 Heures de Daytona. La voiture avait été confiée aux pilotes pilotes américains Andrew Davis, J. R. Hildebrand, Alan Metni et Don Yount. Cette première course fût émaillé de quelques incidents tels qu'un choc avec un murêt lorsque la voiture sortie des stands durant les essais ou un contact durant la course abvec l'Oreca 07 de l'écurie américaine WIN Autosport,. La voiture du malheureusement abandonner après 665 tours pour cause de problème avec la boite de vitesses. Ce n'est qu'aux 6 Heures de Watkins Glen que l'écurie avait fait son retour dans le championnat. L'équipage de la voiture avait évolué et le pilote américain Jaden Conwright et le pilote pilote finlandais Markus Palttala avait rejoint Don Yout.Après une belle qualification et une belle course, l'Audi R8 LMS Evo no 42 avait fini la course au pied du podium en 4e position. Pour la dernière course de la saison, les Petit Le Mans, l'équipage de la voiture avait de nouveau évolué. C'est ainsi que les pilotes Don Yount et Jaden Conwright avait été rejoint par le pilote chilien Benjamín Hites (es). Malgré une très belle qualification où Benjamín Hites (es) avait seulement concédé 1 millième à l'auteur de la pole position de la catégorie GTD, la course fût ensuite émaillée de différents évènements comme un contact avec la Cadillac DPi-V.R no 48 et un carambolage impliquant de nombreuses voitures suite à reprise de la course à l'issue un drapeau jaune. C'est ainsi que  la voiture avait fini la course en dernière position à plus de 124 tours du vainqueur après plus d'une heure passée sous la tente. Lors de cette dernière manche, l'écurie avait également fait participer une Audi R8 GT4 à la course du Michelin Pilot Challenge. La voiture avait été confiée au pilote américain Jean-Francois Brunot et au pilote chinois Kerong Li.
En 2022, l'écurie NTe Sport avait poursuivi son implication dans le championnat WeatherTech SportsCar Championship mais pour sa deuxième saison, c'est avec une Lamborghini Huracán GT3 Evo quu'elle s'était inscrite dans la catégorie GTD. La voiture avait été confiée aux pilotes Don Yount, Benjamín Hites (es), Jaden Conwright et Markus Palttala,. Comme la saison précédente, l'écurie s'était également inscrite au championnat Michelin Pilot Challenge. L'Audi R8 GT4 avait été remplacée par une Aston Martin Vantage GT4 et avait été confiée aux pilotes américains Manny Franco et Romeo Kapudija.

## Résultats en compétition automobile

### Résultats enWeatherTech SportsCar Championship
| Année | Classe | no | Voiture                     | Pneus | 1    | 2    | 3   | 4   | 5   | 6     | 7   | 8   | 9      | 10  | 11  | 12  | 13    | Total | Pos. |
| ----- | ------ | -- | --------------------------- | ----- | ---- | ---- | --- | --- | --- | ----- | --- | --- | ------ | --- | --- | --- | ----- | ----- | ---- |
| 2021  | GTD    | 42 | Audi R8 LMS Evo             | M     | DAY  | DAY  | SEB | MOH | BEL | WGL 4 | WGL | LIM | ELK 11 | LGA | LBH | VIR | ATL 9 | 938   | 15e  |
| 2021  | GTD    | 42 | Audi R8 LMS Evo             | M     | Q 16 | C 15 | SEB | MOH | BEL | WGL 4 | WGL | LIM | ELK 11 | LGA | LBH | VIR | ATL 9 | 938   | 15e  |
| 2022  | GTD    | 42 | Lamborghini Huracán GT3 Evo | M     | DAY  | DAY  | SEB | LBH | LGA | MOH   | BEL | WGL | MOS    | LIM | ELK | VIR | ATL   |       |      |
| 2022  | GTD    | 42 | Lamborghini Huracán GT3 Evo | M     | Q    | C    | SEB | LBH | LGA | MOH   | BEL | WGL | MOS    | LIM | ELK | VIR | ATL   |       |      |

### Résultats enMichelin Pilot Challenge
| Année | Classe | no | Voiture     | Pneus | 1   | 2   | 3   | 4   | 5   | 6   | 7   | 8   | 9   | 10     | Total | Pos. |
| ----- | ------ | -- | ----------- | ----- | --- | --- | --- | --- | --- | --- | --- | --- | --- | ------ | ----- | ---- |
| 2022  | GTD    | 42 | Audi R8 GT4 | M     | DAY | SEB | MOH | WGL | WGL | LIM | ELK | LGA | VIR | ATL 11 | 200   | 33e  |

## Pilotes
- Jean-Francois Brunot (2021)
- Jaden Conwright (2021-2022)
- Andrew Davis (2021)
- Manny Franco (2022)
- J. R. Hildebrand (2021)
- Benjamín Hites (es) (2021-2022)
- Romeo Kapudija (2022)
- Kerong Li (2021)
- Alan Metni (2021)
- Markus Palttala (2021-2022)
- Don Yount (2021-2022)